# Gartental
Gartental és una entitat de població de l'Uruguai, ubicada a l'extrem oest del departament de Río Negro. Es troba al costat de la ciutat de San Javier.
El poble va ser fundat el 1951 per un grup de mennonites procedents de Polònia i de Rússia.